# Skotský klášter ve Vídni
Skotský klášter ve Vídni (přesněji: Benediktinské opatství Milostivé Panny Marie u Skotů, německy Benediktinerabtei Unserer Lieben Frau zu den Schotten, krátce též Schottenstift, či Schottenkloster) je benediktinský klášter v prvním vídeňském okrese Vnitřní město, mezi ulicemi Schottengasse a Freyung, s vchodem z ulice Freyung 6. 
Klášter s kostelem Panny Marie a kryptou založil roku 1155 vévoda Jindřich II. Babenberský, když povolal irské benediktiny do Vídně. Řeholníci však nepřišli přímo z Irska, nýbrž z skotského kláštera svatého Jakuba v Řezně.

## Historie

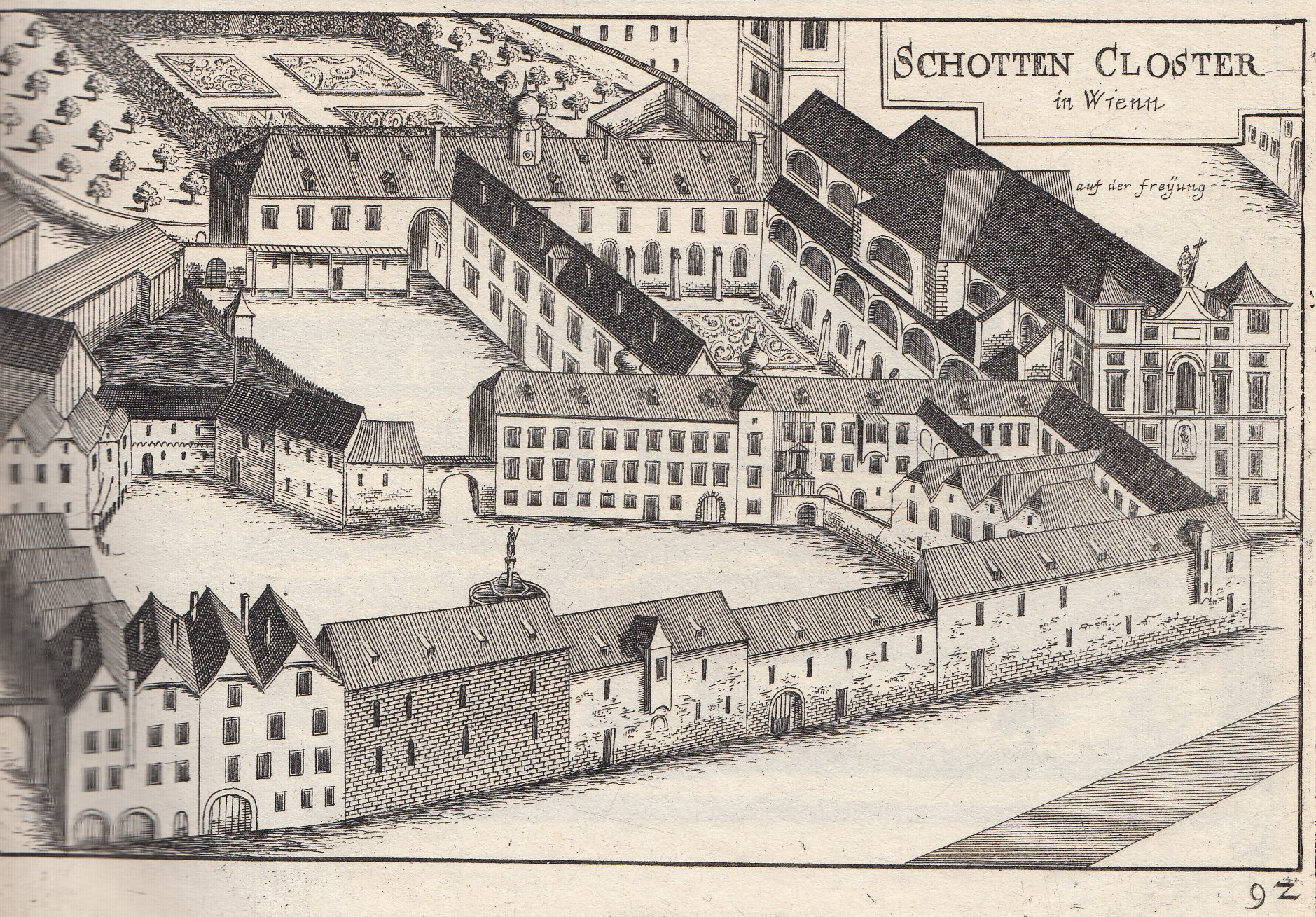
Podoba Skotského kláštera v roce 1672. Mědiryt z roku 1672 od Georga Matthäa Vischera (1628–1696)

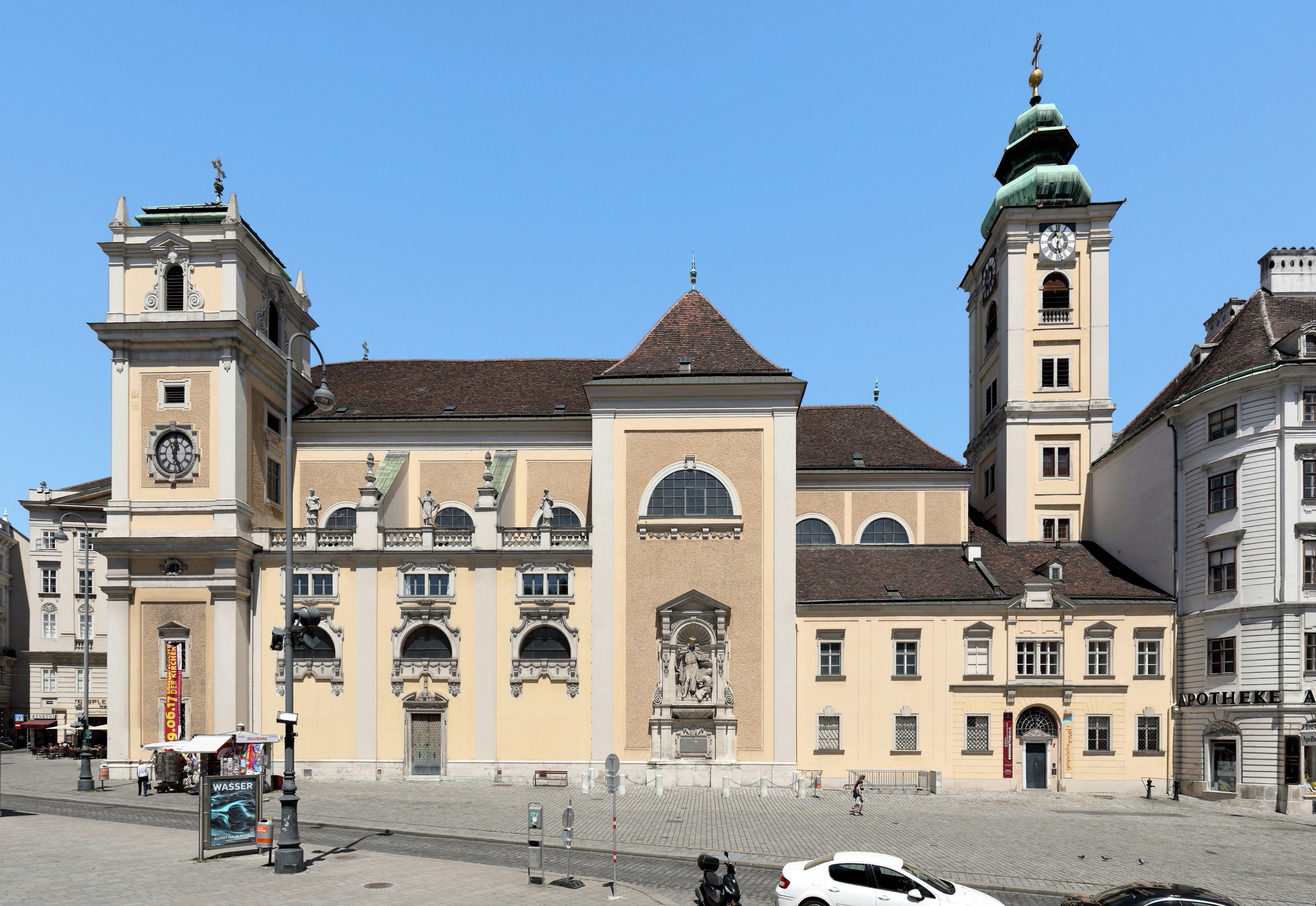
Mariánská bazilika skotského kláštera s náměstím Freyung, pohled od jihu

Irové již v raném středověku začali s čilou misijní činností na evropské pevnině, tzv. iroskotská misie. Irsko se tehdy latinsky nazývalo Scotia Maior podle kmene Skotů, a proto se irští mniši nazývali „skotskými“ nebo „iroskotskými“ a jejich kláštery „skotské“.

### Založení kláštera a kostela

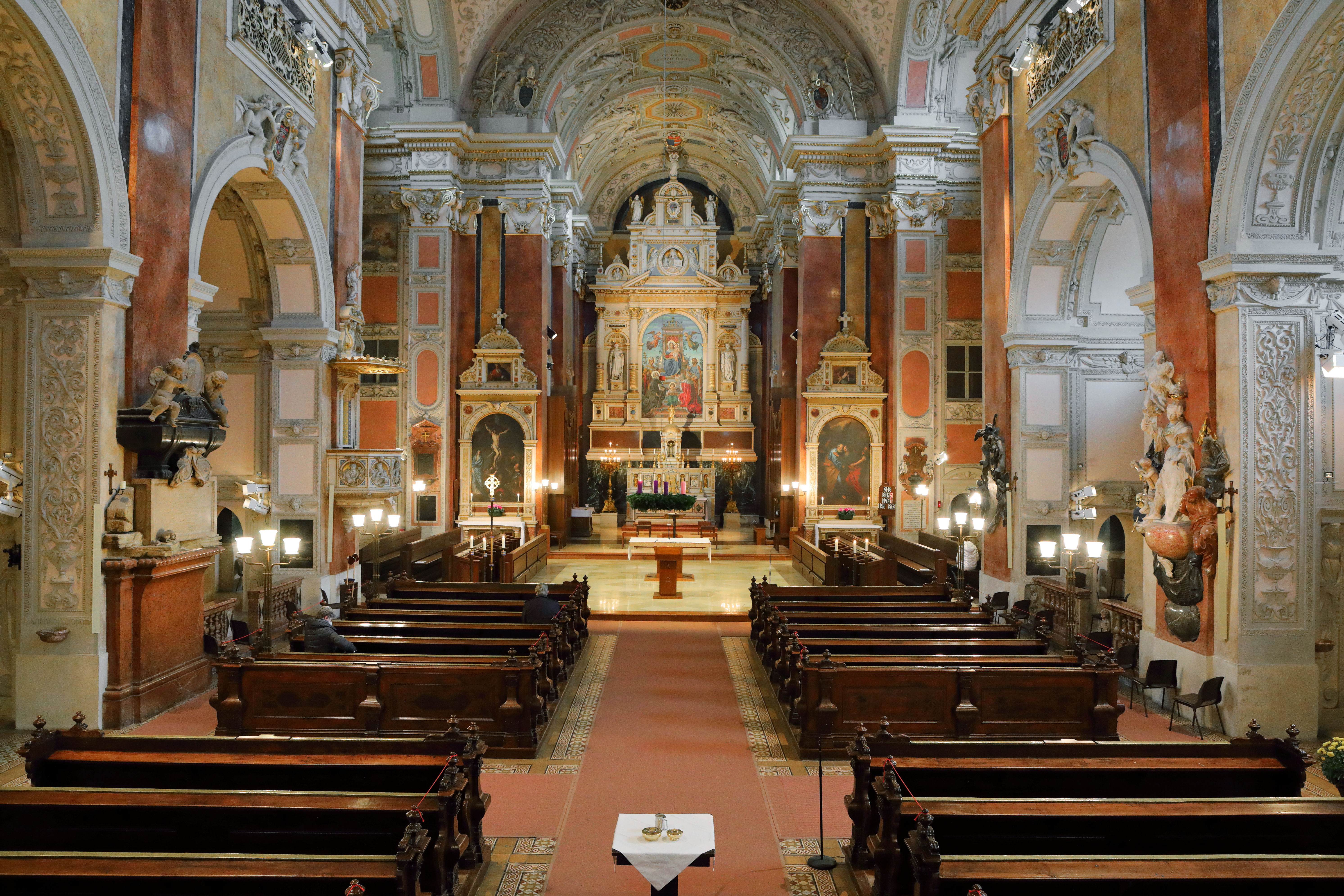
Interiér klášterního kostela Panny Marie

V roce 1156 se markrabě Jindřich II. Jasomirgott stal vévodou. Své dosavadní sídlo v Klosterneuburgu přestěhoval do Vídně kde potřeboval mít klášter. Ve středověku kláštery sloužily jako hlavní centra šíření křesťanského náboženství a vzdělanosti. Založení kláštera vévodovi poskytlo kancelář s úředníky, písaře,  školu, knihovnu, skriptorium, archiv, nemocnici a řemeslnické dílny. Kromě řemeslníků se zde vzdělávali duchovní pro bohoslužby v novém sídle. Někteří řeholníci byli později také rektory, děkany a profesory na Vídeňské univerzitě, založené v roce 1365.)
Vévoda novému klášteru zakládací listinou udělil rozsáhlá privilegia a statky. Zároveň ustanovil, že za mnichy bude povolávat výhradně Skoty („Solos elegimus Scottos“). V roce 1160 byla zahájena stavba první klášterní budovy s kostelem a roku 1200 byl klášter vysvěcen. Byl postaven v románském slohu. Mniši klášter postavili před městskými hradbami tehdejší Vídně. Zřídili také útočiště pro poutníky a křižáky, kteří na cestě do Jeruzaléma často přes Vídeň procházeli. Jindřich Jasomirgott zemřel v roce 1177 a byl tu pochován. Požár roku 1276 zničil klášter a mnoho dalších budov ve městě.

### Rakouští benediktini
Na základě reforem z Melku vévoda Albrecht V. Habsburský roku 1418 odebral klášter iroskotským mnichům a usídlil zde benediktiny rakouské řádové provincie. Označení „skotský“ však klášteru zůstalo.

## Kostel

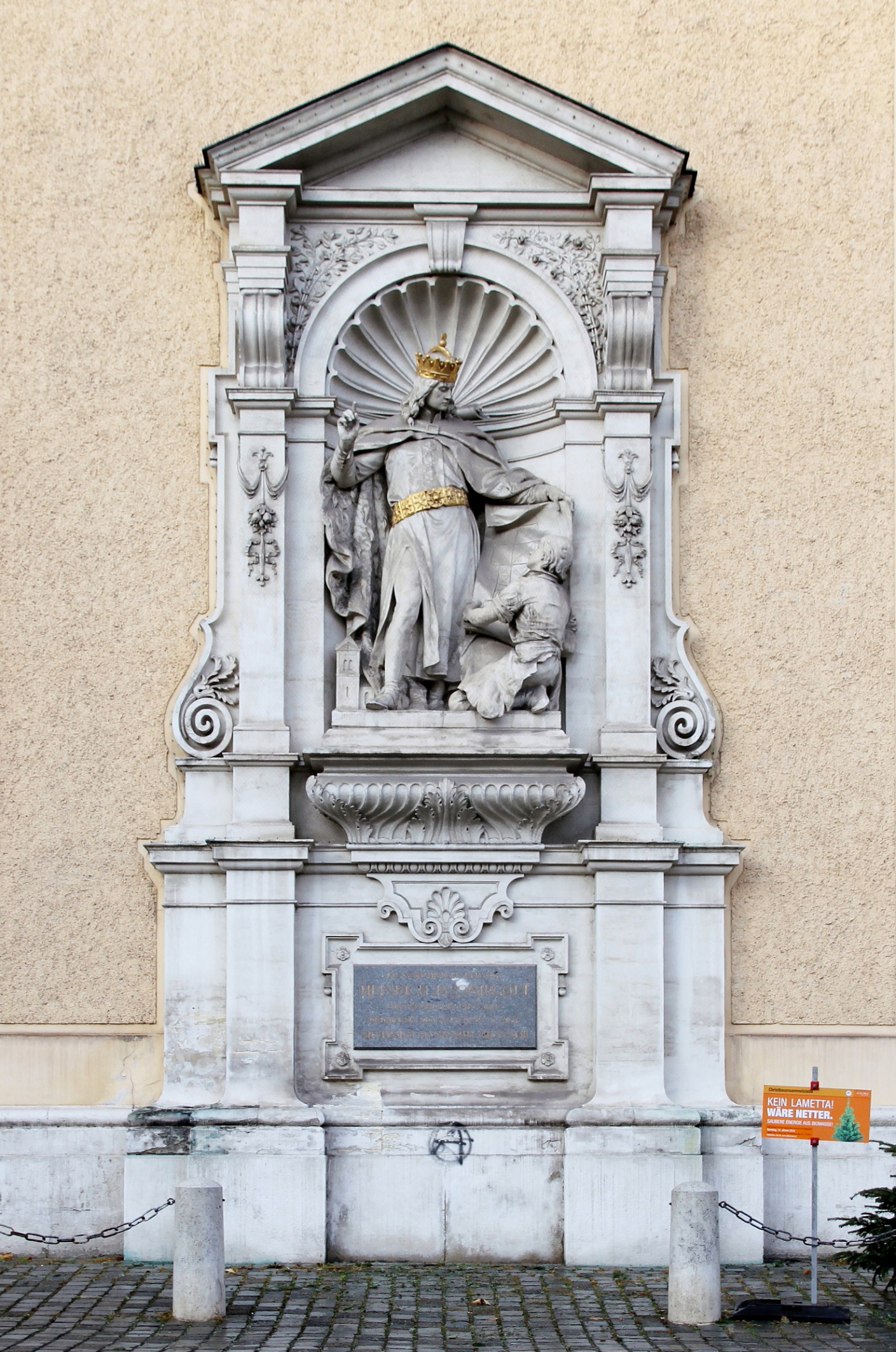
Pomník Jindřicha II. (Jasomirgotta), zakladatele kláštera, u jižní zdi kostela. Sochu vytvořil sochař Josef Breitner (1893)

Původně románská trojlodní bazilika s kryptou byla přestavěna v raně barokním slohu po zásahu blesku z roku 1638 , kdy se zřítila  věž kostela  a byl poškozen krov. Přestavbu kostela projektovali a realizovali Andrea Allio starší († po 1652), jeho příbuzný Andrea Allio mladší a Silvestro Carlone. Redukovali délku kostela, takže věž není spojena s kostelní lodí. Kamenické práce provedl císařský dvorní sochař a kameník Peter Concorz (1605–1658), povolaný z bavorského Freyungu. Opat Michael II. Schnabel koupil kámen na výrobu kříže z císařského kamenolomu. V roce 1651 dvorní kamenický mistr Bartolomäus Khöll vytesal hlavní portál v průčelí věže. Sochař Adam Tobias Kracker z Vídně  vložil do niky sochu Panny Marie s děťátkem. Tři oltářní obrazy dodal malíř Joachim von Sandrart: na oltář apoštolů (1652), Svatého Kříže (1654) Nebeskou Glorii na hlavní oltář (1671). Tobias Pock namaloval oltářní obrazy sv. Šebestiána (1649/1650), pro Mariánský oltář (1651/1655) a oltář sv. Benedikta (1654). Koncem 20. století byla znovu odkryta jeho freska sv. Wolfganga namalovaná kolem roku 1655. Oltářní obraz sv. Řehoře Velikého namaloval Georg Bachmann (1651/1652). Autorství  obrazů na oltářích sv. Anny a sv. Barbory (oba z let 1656-1659) bylo připsáno malíři Jeronimu Joachimovi. Freska pod klenbou kruchty představuje založení kláštera a udělení privilegií.

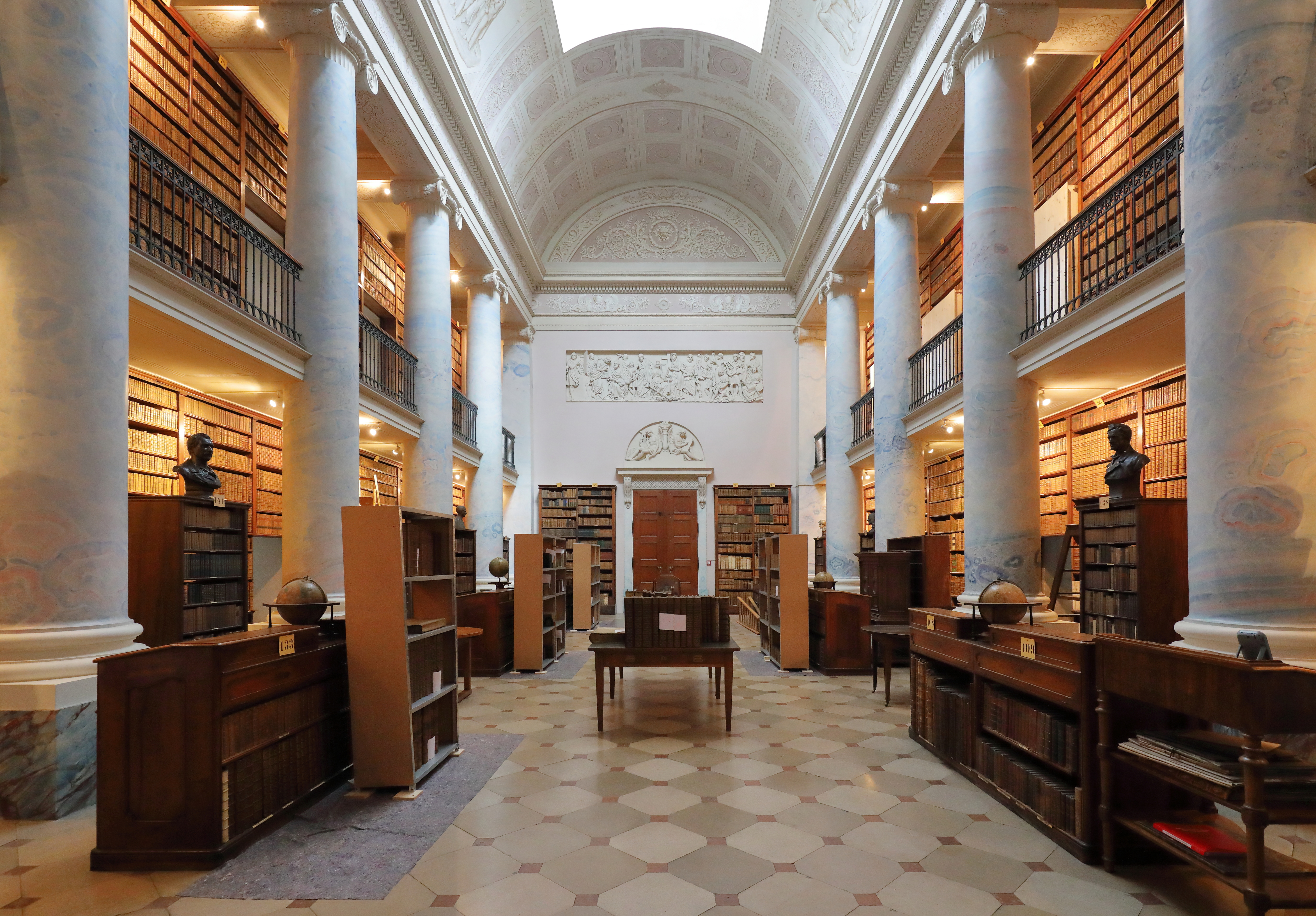
Klášterní knihovna

Po druhém tureckém obléhání Vídně musel být kostel znovu restaurován. Při pilířích hlavní lodi bylo také postupně osazeno několik epitafů osob, pohřbených v kryptě: k nejstarším patří epitaf s bustou Ernsta Rüdigera ze Starhembergu z let 1701-1702, který navrhl  Johann Bernhard Fischer z Erlachu, a epitaf Ludvíka Ondřeje z Khevenhülleru, pohřbeného roku 1744. 
Protože západní barokní věž vyčnívala v  průčelí, plánovala se její úprava, ale k realizaci nedošlo.
Kolem roku 1700 byl klášterním varhaníkem velký barokní hudebník a skladatel Johann Joseph Fux (asi 1659/60–1741).
V letech 1773 a 1774 v areálu zrušeného hřbitova postavil Andreas Zach nový dům převora se školou. Protože stavba svým tvarem připomínala prádelník, dostala přezdívku „Šuplíkový dům“. Vedle ní stál "Hotel římského císaře", kde  Franz Schubert (1797–1828) poprvé přednesl svou píseň.[zdroj?]

#### Adaptace kostela
V 80.–90. letech 19. století byl kostel restaurován a částečně přestavěn. Novou nástropní malbu provedl Julius Schmid (1854–1935). Architekturu hlavního oltáře navrhl rakouský architekt Heinrich von Ferstel (1828–1893), mozaika uprostřed zobrazuje adoraci Panny Marie s Ježíškem svatými Řehořem Velikým, Benediktem, Janem Křtitelem a  Jindřichem Jasomirgottem. Navrhl ji rakouský malíř Michael Rieser (1828–1905). Sandrartův obraz byl tehdy z hlavního oltáře přenesen do sálu prelatury.  Do soklů pilířů mezilodních arkád bylo vsazeno několik desek epitafů osob, pohřbených v kryptě.

#### Krypta
Původně románská krypta byla v 19. století zpřístupněna novým schodištěm z předsíně kostela a adaptována. Kromě nového oltáře a hrobních výklenků v ní byl postaven novorománský náhrobní památník  Jindřicha Jasomirgotta. V předsíni byl umístěn obraz svaté karmelitánky Terezie od Ježíše, dosud uctívaný jako zázračný a obklopený mnoha děkovnými tabulkami.   
Ve dvoře kláštera stojí socha Černé Matky Boží, kterou v roce 1825 navrhl rakouský architekt Peter von Nobile (1774–1854). Kašna se sochou Jindřicha Jasomirgotta, zakladatele kláštera, stojí na jiv prvním nádvoří a vytvořil ji Sebastian Wagner. Ve druhém nádvoří byla v roce 1874 postavena kašna s plastikami delfínů.

### Knihovna
Současná klasicistní stavba z let 1828-1838 vznikla společně s novostavbou konventu podle projektu Josefa Kornhäusela.  Reliéfy vytvořil Josef Klieber.

### Skotské gymnázium
Skotské gymnázium při klášteře bylo založeno císařským dekretem v roce 1807 a v současné době jedno z mála humanitních gymnázií v Rakousku. Mezi absolventy školy patří tři laureáti Nobelovy ceny, mnoho významných politiků, umělců a vědců. V letech 1826 až 1832 vznikl kolem kláštera rozsáhlý komplex budov školy s mramorovou výzdobou.

## Muzeum a služby v klášteře

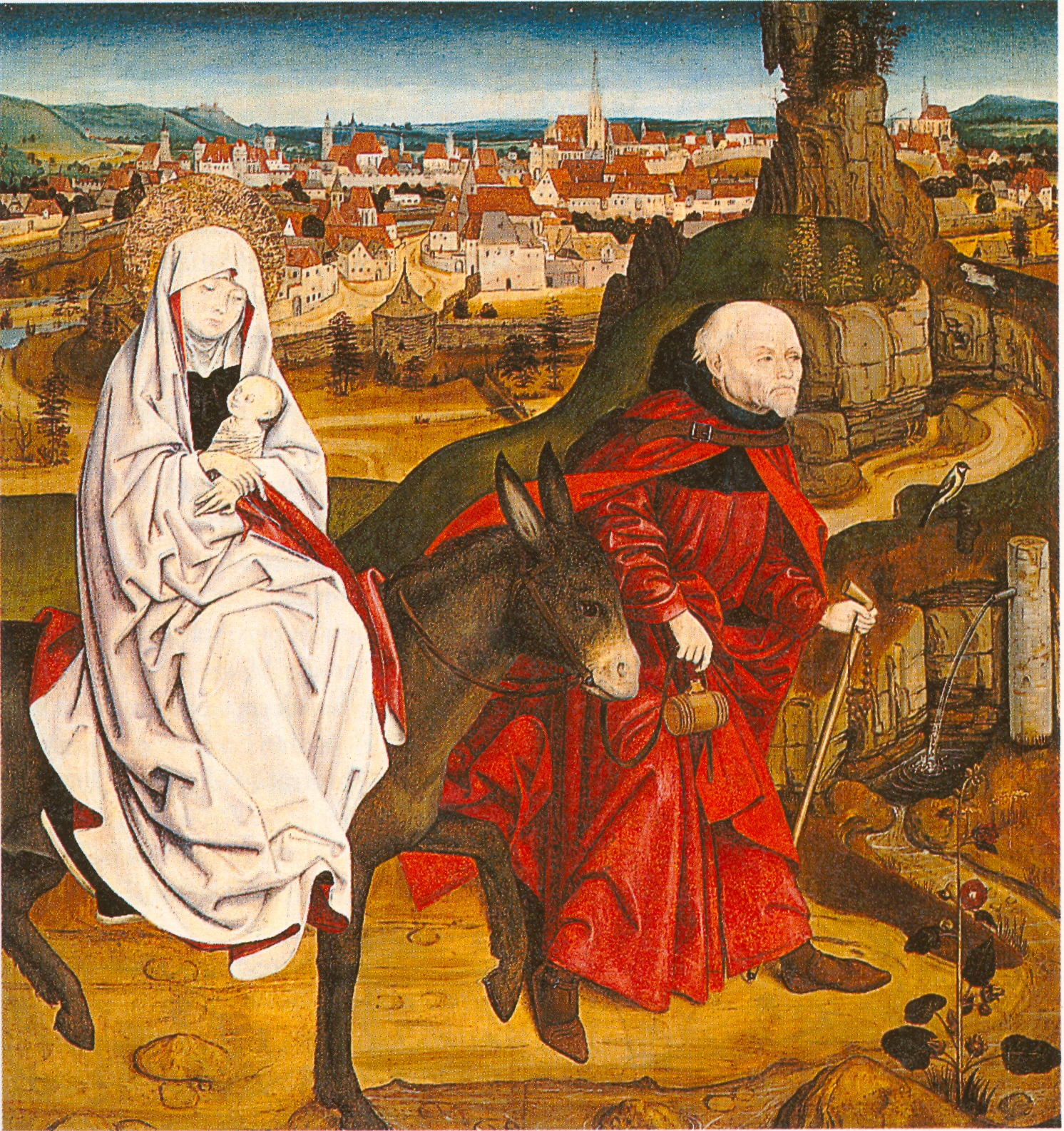
Výřez z obrazu Mistra skotského oltáře Svatá rodina na útěku do Egypta

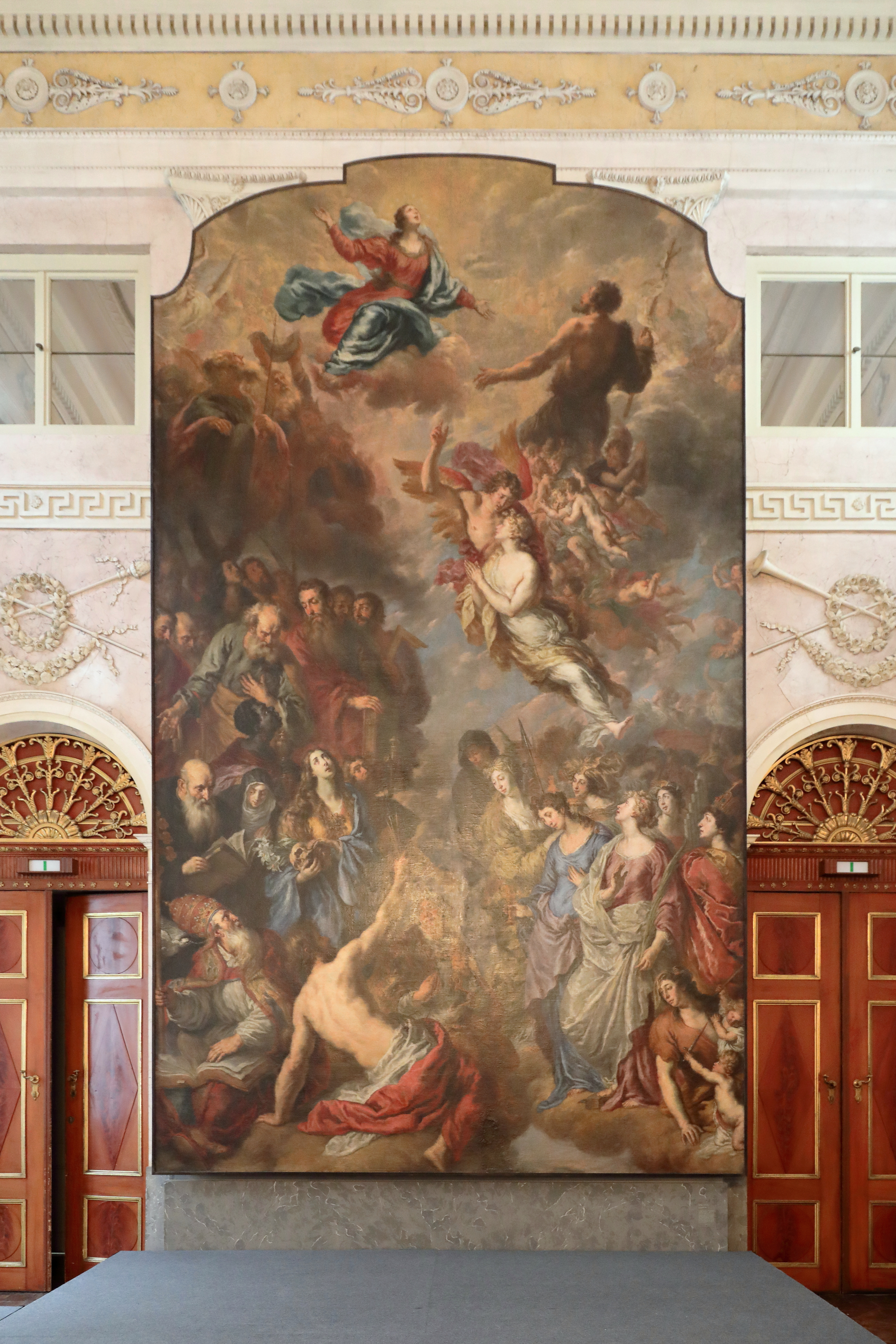
Joachim von Sandrart: Gloria; oltářní obraz z kostela, 1671, vystaven v sále prelatury

Muzeum ve Skotském klášteře bylo instalováno v letech 1994–1996 a naposledy obnoveno v letech 2004–2005. Prezentuje rozmanité sbírky od chrámových precios a parament přes tapisérie až po obrazy a sochy. Mezi nejvzácnější patří oltářní retábl z doby kolem roku 1470, dílo takzvaného "Vídeňského skotského mistra", významné dílo pozdní rakouské gotiky podunajské školy, typické detailním zobrazením reálné krajiny kolem Vídně a Kremže je i důležitým historickým pramenem. Sandrartův obraz Gloria s Nanebevzetím Panny Marie a holdem všech svatých v čele s Janem Křtitelem pochází z hlavního oltáře kostela a je svými rozměry (7x4 m) největším autorovým dílem. 
Do muzea se vstupuje vlevo od vchodu do kostela přes benediktinský obchod. Hotel je přístupný z prvního nádvoří. 

## Opati kláštera
- 1. Sanctinus, 1155–1169
- 2. Finanus (1191–1195)
- 3. Gregor (1195-1204)
- 4. Marcus I. nebo Matouš, (1204–1220)
- 5. Marcus II. (1220-1230)
- 6. Dirmicius (1233–1235)
- 7. Felix (1235–1247)
- 8. Filip I. (1248-1268 ?)
- 9. Johannes I. (1269–1273)
- 10. Thomas I. (1273–1274)
- 11. Johannes II. (1274?)
- 12. Wilhalm/Wilhelm I. (1274–1280)
- 13. Thomas II., 1280–1286
- 14. Wilhelm II., 1286–1309
- 15. Nikolaus I. (1309–po 1318)
- 16. Johannes III. (1318-1320)
- 17. Mauricius/Moriz (1320-1337)
- 18. Heinrich I. (1337-1342/3)
- 19. Nicolaus II. (1342/3-1346)
- 20. Filip II. (1346-1347)
- 21. David, 1347–1348
- 22. Wilhelm III., 1348–1349
- 23. Clemens (1348–1372)
- 24. Donat/Donald (1372–1392), rektor Vídeňské univerzity
- 25. Hainreich II. (1392–1399)
- 25. Patricius (1399–1400)
- 28. Albert, 1400–1401
- 29. Johannes IV., 1401–1403
- 30. Thomas III. O'Crosscraid, (1403-16.8.1418), poslední opat hybernských a skotských benediktinů rezignoval 16. srpna 1418 a předal opatství do rukou papežských vizitátorů.[2]
- 31. Nikolaus von Respitz (1418–1428), první rakouský opat
- 32. Johannes von Ochsenhausen (1428-1446)
- 33. Martin von Leibniz (1446–1461)
- 44. Benedictus Chelidonius, 1518–1521, básník a humanista
- 46. Conrad/Konrad Weichselbaum (1528-1541), opat a císařský komisař, potvrzuje propachtování kláštera na příkaz císaře Ferdinanda I. [3]
- . Augustin Pitterich (1608–1629), světící biskup vídeňský
- . Johann Walterfinger (1629–1641), světící biskup vídeňský, od 1638 znovuzřízení opatství
- 56. Johannes Schmitzberger, (1669–1683), světící biskup vídeňský a pasovský
- 59. Karl Fetzer (1705–1750)
- 60. ?, (1750–1765)
- 61. Benno Pountner, (1765–1807)
- 62. Andreas Wenzel, (1807–1831) rektor Vídeňské univerzity
- 63. Sigismund Schultes (1832–1861) rektor Vídeňské univerzity
- 64. Othmar Helferstorfer, (1861–1880)
- 65. Ernest Hauswirth, (1881–1901), historik a archivář kláštera
- 66. Leopold Rost, 1901–1913
- 67. Amand Oppitz, 1913–1930
- 68. Hermann Peichl, 1930–1966
- 69. Bonifaz Sellinger, 1966–1988
- 70. Heinrich Ferenczy, 1988–2006[4]
- 71. Johannes Jung, (2009-2020), 2006-2009 administrátor)
- 72. Nikolaus Poch, od 2021